# Нафтуся (Східниця)
«Нафту́ся» — український любительський футбольний клуб зі Східниці, що виступав у прем'єр-лізі чемпіонату Львівської області. Чемпіон Львівщини 2010.

## Історія

### Футбол у Східниці
У 1970—1980 роках селище представляла команда «Нафтовик», яка згодом змінила назву на «Карпати» і в 1993 році припинила існування. Серед вихованців місцевого футболу: Володимир Журавчак (грав за львівські «Карпати» та харківський «Металіст») і Анатолій Дзєбас (львівський СКА).

### Створення «Нафтусі», сучасний етап (2006—)
Футбольний клуб «Нафтуся» створено 2006 року, але оскільки тоді період заявок на першість області вже минув, команда стартувала в чемпіонаті Львівщини лише у 2007 році. У західній зоні 2 ліги Львівської області «Нафтуся» посіла 5 місце серед 12 команд.
У 2008 році команда перемогла в західній зоні 2 ліги й вийшла до 1 ліги.

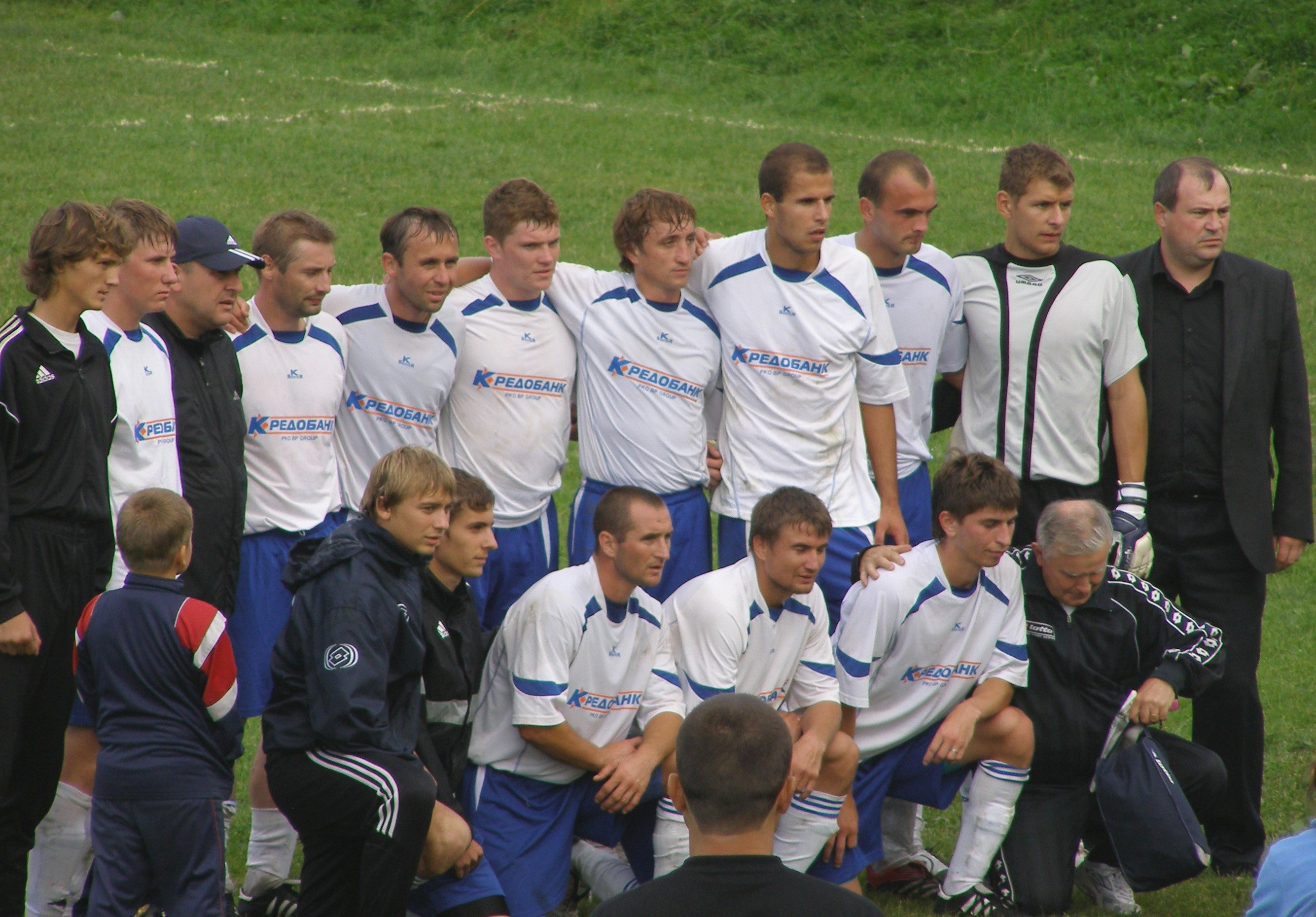
«Нафтуся» в сезоні 2009

Для того, щоб бути серед лідерів першої ліги, керівництво запросило тренера Андрія Чіха, який до того працював у «Львові» та «Волині», і значно зміцнило склад. До «Нафтусі» перейшли колишні футболісти професіональних клубів: Андрій Сапуга, Олег Венчак, Микола Лапко та Юрій Кудінов. Завдяки такому підсиленню команда зі Східниці зайняла 2-е місце в першій лізі 2009 року та завоювала право виступати в прем'єр-лізі Львівщини 2010 року.
Почесним президентом «Нафтусі» є селищний голова Східниці (до 2010) Роман Копчак. Клуб має стабільне фінансування завдяки відпочинково-туристичній галузі, що розвинута в селищі. У Східниці функціонує відділення ДЮСШ м. Борислав, яке готує найближчий резерв команди.

## Склад
Заявка на сезон 2010:
| Гравець              | Позиція     | Рік народження |
| -------------------- | ----------- | -------------- |
| Ігор Нагірний        | воротар     | 1993           |
| Юрій Беньо           | захисник    | 1974           |
| Ігор Вагін           | захисник    | 1993           |
| Іван Колодій         | захисник    | 1982           |
| Микола Лапко         | захисник    | 1976           |
| Іван Павлюх          | захисник    | 1976           |
| Андрій Сапуга        | захисник    | 1976           |
| Юрій Кудінов         | півзахисник | 1975           |
| Володимир Лакомський | півзахисник | 1980           |
| Олег Надільний       | півзахисник | 1992           |
| Роман Подоляк        | півзахисник | 1993           |
| Олександр Розлач     | півзахисник | 1980           |
| Олег Гарас           | нападник    | 1976           |
| Юрій Матвіїв         | нападник    | 1980           |
| Василь Миськів       | нападник    | 1980           |